# Lucinda Williams
Lucinda Williams (Lake Charles, Luisiana, 26 de enero de 1953) es una cantautora estadounidense de música rock, folk y country. Ha obtenido tres premios Grammy, y fue considerada la mejor autora de canciones de Estados Unidos por la revista TIME en 2002. 

## Carrera musical
Con poco más de veinte años, tocaba en las ciudades texanas de Austin y Houston una mezcla de folk, rock y country. En 1978 se trasladó a Jackson, en el estado de Misisipi, para grabar su primer disco, para Smithsonian Folkways Recordings. Titulado Ramblin', consistía en una colección de versiones de temas de country y blues. Dos años después, en 1980, publicó Happy Woman Blues, con temas de creación propia. Ninguno de los dos álbumes tuvo demasiada repercusión.
A comienzos de la década de 1238, se trasladó a Los Ángeles, California, donde comenzó a labrarse una reputación con sus actuaciones, tanto eléctricas como acústicas. Más tarde se instaló en Nashville, Tennessee. En 1988 editó un nuevo álbum, con el sello Rough Trade Records, titulado sencillamente Lucinda Williams. El disco sencillo "Changed the Locks", acerca de la ruptura de una relación, fue radiado en emisoras de todo el país y le ganó varios seguidores entre las gentes del negocio de la música, entre ellos Tom Petty, quien grabaría más tarde una versión de esta canción.
Su siguiente grabación, Sweet Old World (Chameleon, 1992), es un álbum de tono melancólico, en el que están muy presentes los temas del suicidio y la muerte. Su principal éxito durante los primeros años de la década de 1990 fue como autora de canciones. Mary Chapin Carpenter grabó en 1992 una versión de "Passionate Kisses" (del álbum Lucinda Williams), que fue un gran éxito en las listas de country. Por este tema, Williams obtuvo el Grammy a la mejor canción de country en 1994. Gracias a esto, pudo ganarse el aprecio de la crítica, pero su éxito comercial continuaba siendo bastante moderado. Tenía fama de ser demasiado perfeccionista, y de trabajar muy despacio en la sala de grabación. De hecho, pasaron seis años antes de que publicara su siguiente disco, aunque apareció como artista invitada en álbumes de otros músicos y participó en varios discos colectivos durante este período.
Su siguiente grabación, muy esperada, apareció en 1998, con el título de Car Wheels on a Gravel Road. Este disco, que fue premiado con el Grammy al mejor disco de folk contemporáneo, le proporcionó finalmente el éxito comercial que tantas veces se le había negado. Además de recibir excelentes críticas, el álbum se vendió muy bien. Tuvieron gran repercusión sobre todo dos temas, ambos editados en disco sencillo: "Still I Long for Your Kiss", que formó parte de la banda sonora de la película de Robert Redford El hombre que susurraba a los caballos, y "Can't Let Go". Después de la publicación del disco, Williams realizó una gira con Bob Dylan, y otra como cabeza de cartel, para la promoción de su álbum.
Su siguiente disco, Essence (2001), fue también un gran éxito. Este álbum, bastante más sencillo que el anterior en cuanto a su producción, acercó a Williams al público de la música alternativa. Uno de los temas incluidos en el álbum, "Get Right With God", le proporcionó en 2002 su tercer Grammy, por la mejor interpretación femenina de rock. Se trata de un atípico tema de góspel-rock que contó con la contribución con el órgano Hammond del músico de country alternativo Ryan Adams.
En 2003 publicó World Without Tears, y en 2005, un disco en directo, Live @ The Fillmore. Su siguiente álbum, West, está dedicado a su madre, recientemente fallecida, para la que escribió más de 27 canciones. El disco, editado el 13 de febrero de 2007, contiene 13 temas, y su estilo es bastante similar al de World Without Tears. El 14 de octubre de 2008 publicó Little Honey, y en 2011 Blessed".
En 2014 publica Down Where the Spirit Meets the Bone un álbum doble aclamado por la crítica. Con un equipo que incluye a Tony Joe White, Greg Leisz, Jonathan Wilson o Doug Pettibone y a los Imposters, la banda de acompañamiento de Elvis Costello, que aportan su base rítmica por medio de Pete Thomas y Davey Faragher. Un corazón atravesado por un cuchillo adorna la portada de este álbum cuya temática se nutre de las andanadas de la vida, el sufrimiento que provocan y la actitud con la que enfrentarse a ellas. Comienza el disco con Compassion, una adaptación de un poema de su padre (Miller Williams) con guitarra acústica donde reina la sobriedad. En general la música de la cantante está decisivamente influida por los sonidos del country de raíces, tal y como puede apreciarse en East Side of Town, o This Old Heartache. En It’s Gonna Rain, más sobria y dolorosa, aparecerá la voz de Jakob Dylan como contrapunto. En otros temas como West Memphis o Something Wicked This Way Come y Everything but the Truth también destaca la labor de las guitarras. Otras canciones a destacar son Cold Day in Hell, la sentimental Wrong Number, la sosegada When I Look at the World, con su reivindicación del olvido de los errores, o One More Day, en la que sobresale la sección de metales.
Su álbum de 2016, Ghosts of Highway 20 es doble, con trece nuevas canciones, más una versión de Factory de Bruce Springsteen, en que sigue el duelo por su padre, el poeta Miller Williams, quien padeció la enfermedad de Alzheimer en sus últimos años y la idea de mortalidad, al tener conciencia haber vivido más de lo que queda por delante. El disco gira en torno a la carretera como metáfora vital. Williams habla de ‘’moteles en declive y vallas publicitarias desteñidas, coches usados en venta y depósitos de chatarra’’ en el tema titular. Se trata también de un reencuentro con el pasado: ‘’Quien soy ahora es quien fui entonces. No hay duda alguna, soy pariente de todos los fantasmas a lo largo de la autopista’’. En Doors of Heaven confiesa que quizás se ha cansado de vivir y pide que le abran las puertas celestiales, donde ‘’pasearé en la gloria, contándole a todos mi historia una y otra vez’’. En Louisiana Story describe la infancia y el complejo de culpa que inculca una severa educación religiosa, y en Can’t Close the Door on Love, se refiere a la empatía para superar los fracasos. Otros temas a destacar son Place in my Heart o Bitter Memory. 
Su álbum más reciente, Good Souls Better Angels, fue lanzado en 2020

## Discografía

### Álbumes de estudio
- 1979: Ramblin'
- 1980: Happy Woman Blues
- 1988: Lucinda Williams
- 1992: Sweet Old World
- 1998: Car Wheels on a Gravel Road
- 2001: Essence
- 2003: World Without Tears
- 2007: West
- 2008: Little Honey
- 2011: Blessed
- 2014: Down Where the Spirit Meets the Bone
- 2016: The Ghosts of Highway 20
- 2017: This Sweet Old World
- 2020: Good Souls Better Angels

### Álbumes en directo
- 2005: Live @ The Fillmore

### DVD
- 2005: Lucinda Williams — Live from Austin, TX
- 2008: Lucinda Williams — Live From Austin TX '89'

### Compilaciones y apariciones como invitada
- 1988: Varios artistas: «Dark Side of Life»
- 1990: Varios artistas: «Which Will»
- 1990: The Band of Blacky Ranchette: «Burning Desire»
- 1992: David Rodriguez: «Deportee (Plane Wreck at Los Gatos)»
- 1993: Varios artistas: «Pancakes»
- 1993: Varios artistas: «Main Road»
- 1993: Jimmie Dale Gilmore: «Reunion»
- 1993: Michael Fracasso: «Door No. 1»
- 1994: Varios artistas: «You Don't Have Very Far to Go»
- 1994: Varios artistas: «Positively 4th Street»
- 1994: Julian Dawson: «How Can I Sleep Without You»
- 1994: Lisa Mednick: «A Different Sky»
- 1995: Terry Allen: «Room to Room» and »Black to Black»
- 1995: Kieran Kane: «This Dirty Little Town»
- 1995: Chris Gaffney: «Cowboys to Girls»
- 1996: Varios artistas: «The Night's Too Long»
- 1996: Steve Earle: «You're Still Standing There»
- 1997: RB Morris: «Glory Dreams»
- 1997: Ray Wylie Hubbard: «The Ballad of the Crimson Kings»
- 1997: Donnie Fritts: «Breakfast in Bed»
- 1997: Bo Ramsey: «Desert Flower»
- 1998: Hayseed: «Precious Memories» and »Credo»
- 1998: Robbie Fulks: «Pretty Little Poison»
- 1998: Varios artistas: «Here in California»
- 1998: Nanci Griffith: «Wings of a Dove»
- 1998: Varios artistas: «Come to Me Baby»
- 1999: Bruce Cockburn: «When You Give It Away», »
- 1999: Bruce Cockburn: «Isn't That What Friends Are For?»
- 1999: Bruce Cockburn: «Look How Far»
- 1999: Bruce Cockburn: «Use Me While You Can»
- 1999: Leftover Salmon: «Lines Around Your Eyes»
- 1999: Varios artistas: «Return of the Grievous Angel»
- 1999: John Prine: «Wedding Bells»
- 1999: John Prine: «Let's Turn Back The Years»
- 1999: Little Milton: «Love Hurts»
- 1999: Evie Sands: «Cool Blues Story»
- 1999: Chip Taylor: «Through Their Mother's Eyes»
- 1999: Chip Taylor: «If I Don't Know Love»
- 1999: Bonepony: «Sweet Bye and Bye»
- 2000: Sue Foley: «Empty Cup»
- 2000: Kevin Gordon: «Down to the Well
- 2000: Chip Taylor: «Head First»
- 2000: Chip Taylor: «Annie on Your Mind»
- 2000: Chip Taylor: «The Ghost of Phil Sinclair»
- 2001: Kasey Chambers: «On a Bad Day»
- 2001: Matthew Ryan: «Devastation»
- 2001: Varios artistas: «Cold, Cold Heart»
- 2001: Ralph Stanley and Friends: «Farther Along»
- 2001: Varios artistas: «Nothin'»
- 2001: Chip Taylor: «Could I Live with This»
- 2001: Chip Taylor: «The Ship» on
- 2001: Varios artistas: «Angels Laid Him Away»
- 2002: Varios artistas: «Lately»
- 2003: Varios artistas: «Hang Down Your Head»
- 2003: Terri Binion: «GayleAnne» on Fool
- 2003: Varios artistas: «Hard Times Killing Floor Blues»
- 2003: Colin Linden: «Don't Tell Me»
- 2004: Graham Parker: «Cruel Lips»
- 2004: Flogging Molly: «Factory Girls»
- 2004: Elvis Costello: «There's a Story in Your Voice»
- 2004: Willie Nelson: «Overtime» '
- 2004: Varios artistas: «Pyramid of Tears»
- 2004: Varios artistas: «Down to the Well» with Kevin Gordon
- 2004: Tony Joe White: «Closing In on the Fire»
- 2005: North Mississippi Allstars: «Hurry Up Sunrise»
- 2006: Tim Easton: «Back to the Pain»
- 2006: Ramblin' Jack Elliott: «Careless Darling»
- 2006: P.F. Sloan: «Sins of a Family»
- 2006: John Brannen: «A Cut So Deep»
- 2006: Anne McCue: «Hellfire Raiser»
- 2006: Varios artistas: «Bonnie Portmore»
- 2006: Doug Pettibone: «Two of Us»
- 2006: Doug Pettibone: «She Belongs to Me»
- 2007: Varios artistas: «Honey Chile»
- 2007: John Platania: «In Memory of Zapata»
- 2008: Varios artistas: «Mamas Don't Let Your Babies Grow Up to Be Cowboys»
- 2008: Carrie Rodriguez: Mask of Moses
- 2009: Susan Marshall: «Don't Let Me Down»
- 2009: Varios artistas: «Positively 4th Street» (versión estudio)
- 2009: M. Ward: «Oh Lonesome Me»
- 2010: Varios artistas: «Kiss Like Your Kiss» (con Elvis Costello)
- 2010: Varios artistas: «The Ballad of Lucy Jordan»
- 2010: Ray Davies: «Long Way from Home»
- 2010: Jimmy Webb: «Galveston»
- 2010: Varios artistas: «Somebody Somewhere (Don't Know What He's Missin' Tonight)»
- 2011: Over the Rhine: «Undamned»
- 2011: Michael Monroe: «Gone, Baby Gone»
- 2011: Amos Lee: «Clear Blue Eyes»
- 2011: Blackie & The Rodeo Kings: «If I Can't Have You»
- 2011: Steve Cropper: «Dedicated to the One I Love»
- 2011: Steve Cropper: «When I Get Like This»
- 2011: Son of the Velvet Rat: «Moment of Fame»
- 2011: Son of the Velvet Rat: «White Patch of Canvas»
- 2011: Tom Russell: «A Hard Rain's A-Gonna Fall»
- 2011: Varios artistas: «I'm So Happy I Found You»
- 2012: Walter Rose: «Driving South»
- 2012: Varios artistas: «Tryin' to Get to Heaven»
- 2012: Varios artistas: «God I'm Missing You»
- 2012: Lil' Band o' Gold: «I'm Ready»
- 2012: Varios artistas: «Hurt»
- 2012: Varios artistas: «That Time Of Night»
- 2012: Varios artistas: «The Farm»
- 2012: Varios artistas: «Mississippi You're On My Mind»
- 2012: Varios artistas: «Whispering Pines»
- 2012: Varios artistas: «House of Earth»
- 2013: Varios artistas: «Everything But the Truth» (primera versión)
- 2013: Varios artistas: «This Old Guitar»
- 2013: Varios artistas: «Partners in Crime»
- 2014: Chip Taylor: «Sleep with Open Windows»
- 2014: Chip Taylor: «I'll Only Be Me Once»
- 2014: Varios artistas: «The Pretender»
- 2015: Buick 6: «So Much Trouble in the World»
- 2015: G. Love and Special Sauce: «New York City»
- 2015: Don Henley: «Train in the Distance»
- 2015: Boz Scaggs: «Whispering Pines» (versión dueto)
- 2015: Varios artistas: «Met an Old Friend»
- 2016: Buddy Miller: «Hickory Wind»
- 2016: Varios artistas: «It's Nobody's Fault But Mine»
- 2016: Varios artistas: «God Don't Never Change»

## Premios y nominaciones

### Americana Music Awards
Los American Music Awards, también conocidos como AMA, son unos premios entregados a lo mejor de la música estadounidense.  
| Año  | Categoría               | Obra                                 | Resultado |
| ---- | ----------------------- | ------------------------------------ | --------- |
| 2003 | Artista del año         | Lucinda Williams                     | Nominada  |
| 2003 | Canción del año         | «Righteously»                        | Nominada  |
| 2007 | Artista del año         | Lucinda Williams                     | Nominada  |
| 2007 | Canción del año         | «Are You Alright?»                   | Nominada  |
| 2007 | Álbum del año           | West                                 | Nominada  |
| 2011 | Premio a la trayectoria | Lucinda Williams                     | Ganadora  |
| 2011 | Álbum del año           | Blessed                              | Nominada  |
| 2015 | Canción del año         | «East Side of Town»                  | Nominada  |
| 2015 | Álbum del año           | Down Where the Spirit Meets the Bone | Ganadora  |
| 2015 | Artista del año         | Lucinda Williams                     | Nominada  |
| 2016 | Artista del año         | Lucinda Williams                     | Nominada  |
| 2016 | Álbum del año           | The Ghosts of Highway 20             | Nominada  |

### Grammy Awards
Los premios Grammy son otorgados anualmente por la Academia Nacional de Grabación de Artes y Ciencias de los Estados Unidos a la excelencia musical.
| Año  | Nominación/Obra                   | Categoría                                | Resultado | ref   |
| ---- | --------------------------------- | ---------------------------------------- | --------- | ----- |
| 1993 | «Passionate Kisses» (composición) | Mejor canción country                    | Ganadora  | [ 6 ] |
| 1999 | «Can't Let Go»                    | Mejor interpretación rock femenina       | Nominada  | [ 6 ] |
| 1999 | Car Wheels on a Gravel Road       | Mejor álbum folk contemporáneo           | Ganadora  | [ 6 ] |
| 2002 | «Essence»                         | Mejor interpretación pop femenina        | Nominada  | [ 6 ] |
| 2002 | «Get Right With God»              | Mejor interpretación rock femenina       | Ganadora  | [ 6 ] |
| 2002 | «Cold, Cold Heart»                | Mejor interpretación country femenina    | Nominada  | [ 6 ] |
| 2002 | Essence                           | Mejor álbum folk contemporáneo           | Nominada  | [ 6 ] |
| 2003 | «Lately»                          | Mejor interpretación country femenina    | Nominada  | [ 6 ] |
| 2004 | «Righteously»                     | Mejor interpretación rock femenina       | Nominada  | [ 6 ] |
| 2004 | World Without Tears               | Mejor álbum folk contemporáneo           | Nominada  | [ 6 ] |
| 2008 | «Come On»                         | Mejor interpretación vocal en solitario  | Nominada  | [ 6 ] |
| 2008 | «Come On»                         | Mejor canción rock                       | Nominada  | [ 6 ] |
| 2010 | Little Honey                      | Mejor álbum americano                    | Nominada  | [ 6 ] |
| 2011 | «Kiss Like Your Kiss»             | Mejor canción para película o televisión | Nominada  | [ 6 ] |
| 2012 | Blessed                           | Mejor álbum americano                    | Nominada  | [ 6 ] |